# Cédric Anger

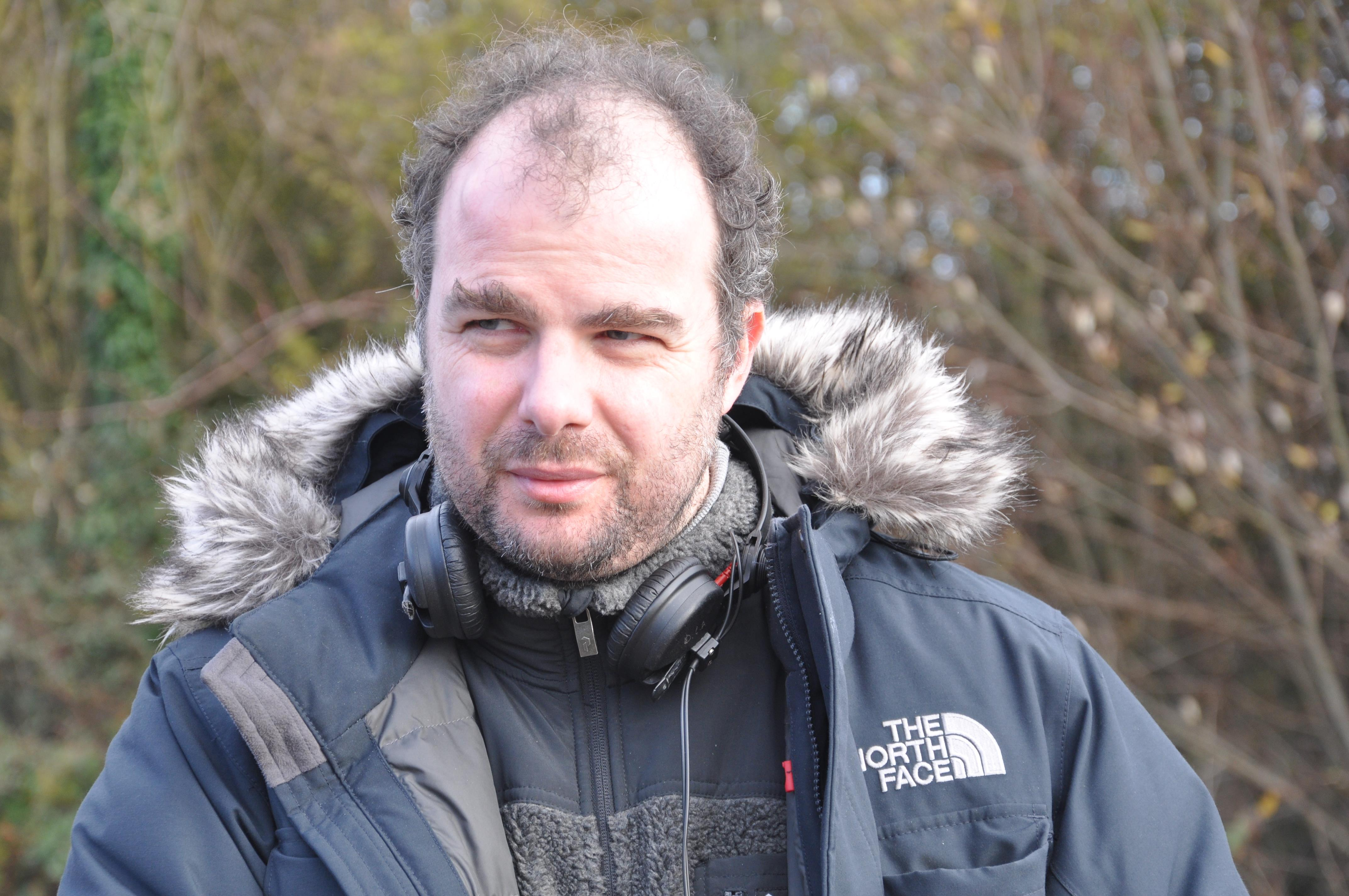
Cédric Anger

Cédric Anger (* 1975) ist ein französischer Filmregisseur und Drehbuchautor.

## Karriere
Anger ging nach seinem Schulabschluss nach Paris und war bis 2001 als Filmkritiker für die Cahiers du cinéma tätig. Zwischenzeitlich arbeitete er als Regieassistent bei Les Voleurs (1996) von André Téchiné mit und begann 2000 seine Drehbucharbeit gemeinsam mit Xavier Beauvois. 2002 realisierte Anger mit Novela seinen ersten Kurzfilm, 2007 folgte mit Le Tueur sein erster Spielfilm.

## Filmografie

### Regie
- 2002: Novela, mit Grégoire Colin, Bulle Ogier
- 2007: Le Tueur, mit Grégoire Colin, Mélanie Laurent
- 2011: L'Avocat, mit Benoît Magimel, Gilbert Melki, Aïssa Maïga

- 2014: La prochaine fois je viserai le cœur
- 2018: L'amour est une fête, mit Guillaume Canet, Gilles Lellouche und Camille Razat

### Drehbuch
- 2000: Die Frau des Chefs (Selon Matthieu) (Co-Autor und Regie: Xavier Beauvois)
- 2002: Novela (auch Regie)
- 2002: Deux (Co-Autor und Regie: Werner Schroeter)
- 2005: Eine fatale Entscheidung (Le petit lieutenant) (Co-Autor und Regie: Xavier Beauvois) – nominiert als Bestes Originaldrehbuch für den César 2006
- 2007: Le Tueur (auch Regie)
- 2023: Les âmes sœurs
- 2025: La femme la plus riche du monde